# Bình Thuận, Hải Châu
Bình Thuận là một phường thuộc quận Hải Châu, thành phố Đà Nẵng, Việt Nam.

## Địa lý
Phường Bình Thuận có vị trí địa lý:
- Phía đông giáp quận Sơn Trà
- Phía tây giáp phường Hòa Thuận Tây và quận Thanh Khê
- Phía nam giáp phường Hòa Cường Bắc
- Phía bắc giáp phường Phước Ninh.

Phường Bình Thuận có diện tích 1,72 km², dân số năm 2023 là 34.084 người, mật độ dân số đạt 19.816 người/km².

## Lịch sử
Ngày 24 tháng 10 năm 2024, Ủy ban Thường vụ Quốc hội ban hành Nghị quyết số 1251/NQ-UBTVQH15 về việc sắp xếp đơn vị hành chính cấp huyện, cấp xã của thành phố Đà Nẵng giai đoạn 2023 – 2025 (nghị quyết có hiệu lực từ ngày 1 tháng 1 năm 2025). Theo đó, sáp nhập toàn bộ 1,14 km² diện tích tự nhiên và quy mô dân số là 19.052 người của phường Hòa Thuận Đông vào phường Bình Thuận.
Phường Bình Thuận có 1,72 km² diện tích tự nhiên và quy mô dân số là 34.084 người.